# Gustav de Vries
Gustav de Vries (Amsterdam, 22 de janeiro de 1866 — Haarlem, 16 de dezembro de 1934) foi um matemático neerlandês.
É conhecido por seu trabalho, juntamente com Diederik Korteweg, sobre a equação de Korteweg–de Vries.